# Tron
Tron (bra: Tron - Uma Odisseia Eletrônica; prt: Tron) é um filme americano de 1982 dos gêneros ficção científica, ação e aventura que foi dirigido e escrito por Steven Lisberger para a Walt Disney Pictures.

## Enredo
Kevin Flynn (Jeff Bridges) é um jovem engenheiro de softwares que trabalha para uma grande corporação chamada ENCOM. Ele fica horas desenvolvendo novas ideias para videogames com o objetivo de fundar sua própria companhia, mas seus projetos são encontrados e roubados por outro funcionário, Ed Dillinger (David Warner), que os apresenta como seus e é promovido a vice-presidente, enquanto Flynn é demitido e forçado a abrir um arcade para continuar a trabalhar.
Flynn decide invadir o servidor da ENCOM usando um programa chamado CLU para encontrar provas da fraude de Dillinger. Porém, CLU é detectado e destruído pelo Programa de Controle Mestre (em inglês, Master Control Program ou MCP), desenvolvido por Dillinger para proteger os sistemas da ENCOM. O código de acesso usado por Flynn é desativado pelo MCP, o que também desativa o código de acesso de outro funcionário da empresa, Alan Bradley (Bruce Boxleitner), que tem uma conversa franca com Dillinger e revela que criou um programa chamado Tron para monitorar o MCP. Após Bradley ir embora, o MCP confronta Dillinger e revela que planeja invadir os servidores d'O Pentágono e conquistar o mundo, já que estaria mais apto a comandá-lo do que os humanos. Dillinger é forçado a ajudá-lo, uma vez que o programa ameaça revelar aos jornais o modo trapaceiro pelo qual ele ascendeu à sua posição de chefia.
A namorada de Bradley, a Dra. Lora Baines (Cindy Morgan), deduz que Flynn foi o hacker que tentou invadir os servidores da ENCOM, então ela e o namorado vão avisá-lo que ele foi detectado. Os três decidem invadir o prédio da empresa de tecnologia e usar o código de acesso do laboratório de Lora, que vinha trabalhando em um laser capaz de digitalizar objetos do mundo real e materializá-los no mundo digital, para encontrar as provas que Flynn precisa para expor Dillinger.
Já dentro da ENCOM, os três se separam e Flynn entra em conflito com o MCP via o terminal do laboratório da engenheira. O MCP, para derrotá-lo, usa o laser para digitalizar Kevin e transportá-lo para o mundo virtual, onde ele conhece outros programas, cujas aparências lembram às de seus criadores, os usuários. Flynn e um programa chamado Ram (Dan Shor) são levados até Sark, personagem também programado por Dillinger e que atua como primeiro-tenente do MCP. Ele lhes diz que devem aceitar o MCP como seu novo mestre ou competir até a morte em jogos de gladiadores. Flynn se recusa a servir ao MCP e é forçado a participar de uma batalha com Motos de Luz (em inglês, Light Cycles) - veículos monolugar que produzem uma parede que desintegra programas ou quaisquer objetos que com ela colidem em alta velocidade. Durante a partida, ele e Ram se aliam a Tron.
Os três tentam fugir, mas são perseguidos pelos soldados de Sark, que matam Ram e separam Tron e Flynn. Este descobre que, como um usuário no mundo digital, possui super-poderes e consegue manipular os objetos daquele mundo tal como se os tivesse programando. Com essa nova habilidade, o engenheiro de software reconstroi um recognizer, espécie de aeronave, quebrado e depois se disfarça de um dos soldados de Sark. Tron, enquanto isso, entra em contato com a programa de Lora, chamada Yori, e com ela vai até a torre de comunicação. Lá, Bradley consegue comunicar a Tron como destruir o MCP.
Flynn se junta a ambos e os três tomam o controle de um solar sailer, espécie de aeronave de transporte de carga, para irem em direção ao núcleo do MCP para derrotá-lo. Contudo, o solar sailer deles acaba sendo destruído pelo nave de comando de Sark, que aparentemente mata Tron e captura Flynn e Yori. Sark abandona sua nave e ordena que seja desintegrada, procurando matá-los. Isso não se concretiza, pois Flynn consegue manipulá-la e impedir sua destruição. O primeiro-tenente parte em direção ao MCP, levando um grupo de programas capturados para que eles sejam absorvidos pelo Programa de Controle Mestre - modo pelo qual este aumenta constantemente de força.
Flynn e Yori também rumam em direção ao núcleo do MCP. Lá, reencontram-se com Tron e, após um longo confronto, Flynn consegue atrasar Sark e MCP por tempo suficiente para que Tron veja uma brecha no escudo do MCP e destrua sua programação original, acabando com ele e Sark. Com isso, o servidor da ENCOM é liberto, os programas param de temer serem absorvidos e o Programa de Controle Mestre é impedido de assumir o controle do arsenal nuclear americano. Flynn se despede de Tron e Yori e retorna para o mundo real, onde consegue ter acesso às evidências da fraude de Dillinger, que é preso. Kevin Flynn, então, torna-se o novo vice-presidente da companhia.

## Elenco
- Jeff Bridges... Kevin Flynn/CLU
- Bruce Boxleitner... Alan Bradley/TRON
- David Warner... Ed Dillinger/Sark/Master Control Program (voz)
- Cindy Morgan... Dr. Lora Baines/Yori
- Barnard Hughes... Dr. Walter Gibbs/Dumont
- Dan Shor... Ram
- Peter Jurasik... Crom

## Produção

### Origem

Conceito inicial de Tron, que primeiramente apareceu em peças publicitárias desenvolvidas pela Lisberger Studios Inc.

A inspiração para Tron ocorreu em 1976, ano em que Steven Lisberger, então um animador com seu próprio estúdio de animação (o Lisberger Studios) olhou para um rolo de filme produzido pela Mathematical Applications Group, Inc. (abreviada como MAGI) usando a técnica de imagem gerada por computador, popularmente conhecida pelo acrônimo CGI, e ficou "terrivelmente impressionado com as capacidades do computador". Logo em seguida, Lisberger teve contato com Pong, um jogo eletrônico rudimentar que se passa em uma arena. Além desse ambiente artístico-tecnológico, Lisberger estava muito interessado na técnica conhecida como "backlight animation", um modo de conseguir linhas e contornos com brilhar difuso e pulsante, muito em voga na produção de logotipos. Com isso, Lisberger pediu a John Norton, um dos animadores de seu estúdio, para que desenhasse um personagem com linhas simples que seria, depois, iluminado através da técnica de backlight.
A partir do desenho de Norton, uma animação de em torno de cinco segundos foi produzida e, nela, o personagem de luz arremessava dois discos ou frisbees de luz que se colidiam e voltavam para ele, como um bumerangue. Lisberger, sendo um fã de Spartacus, passou a ver aquele intrigante personagem como sendo um "guerreiro eletrônico". Segundo o dono do estúdio: "Uma vez que ele era eletrônico, nós o apelidamos de 'Tron'". O personagem, que parecia ser feito de néon líquido de cor amarela-laranjada, fez parte da animação de por volta de 25 segundos que introduzia o logotipo da Lisberger Studios antes das animações comercializadas pela empresa. O estúdio veio a vender essa mesma animação para algumas estações de rádio, que a usavam em propagandas televisivas.
Em 1978, Lisberger mudou a sede de seu estúdio de Boston, Massachusetts, para Venice, Califórnia. Ele e sua equipe tinham dois importantes especiais de animação que deveriam, chamados Animalympics ser produzidos para as Olimpíadas de Inverno e de Verão que ocorreriam em 1980. Naquele ano de 1978, Lisberger entrou em contato com a escritora Bonnie MacBird e lhe pediu que roteirizasse um filme em que Tron seria um "herói de videogame". MacBird desenvolveu a personalidade dele e, logo em seguida, criou Kevin Flynn, que inicialmente seria um entregador de pizza com traços de TDAH que, graças a sua excessiva curiosidade e hiperatividade, seria acidentalmente transportado para o mundo virtual. Macbird criou Flynn com Robin Williams em mente para assumir o papel, tendo em vista que o personagem teria uma natureza mais cômica. MacBird escrevia com sugestões de Lisberger, que frequentemente fornecia desenhos de sua visão sobre o mundo dentro do computador. De acordo com a autora, enquanto ambos procuravam saber mais sobre computação, ela organizou uma viagem de pesquisa até Xerox PARC, onde encontraram o informático Alan Kay. Kay se tornou um consultor para o projeto, semanalmente encontrando-se com os animadores e MacBird para discuti-lo. Segundo ela, que viria a se casar com Kay graças ao trabalho que fizeram juntos, o personagem de Boxleitner, Alan Bradley, foi inspirado no informático. Bonnie Macbird também desenvolveu o personagem Bit, um código binário que seria um companheiro de Tron e que teria o sonho de se tornar um programa.
De acordo com a escritora, ela produziu cerca de vinte esboços de roteiro, sendo que a Walt Disney veio a comprar um de seus últimos, mais detalhados. O roteiro foi amplamente remodelado, com Lisberger lhe dando um tom "mais sério e semi-religioso" e "removendo a maioria dos elementos científicos". Um dos temas que foram deixados de lado foi o perigo da arrogância, em que seriam explorados os desejos de Bit em se tornar um programa e Tron um usuário. Nenhum dos diálogos escritos por ela se encontram no filme. Ela deixou o projeto devido a diferenças criativas que, com o passar do tempo, foram aparecendo entre ela e Lisberger. O papel inicial dela no projeto foi alvo de uma arbitragem pela união sindical Writers Guild of America, que acabou por creditá-la como co-criadora da história do longa-metragem.
Steven Lisberger e seu parceiro de negócios, Donald Kushner, haviam usado os lucros esperados da produção de Animalympics como garantia para emprestarem dinheiro que possibilitasse a eles começar a desenhar o esboço sequencial de Tron. Originalmente, o plano deles era fazer o longa como uma animação totalmente desenhada a mão. Contudo, segundo Bill Kroyer, Alan Kay convenceu Lisberger a usar CGI em sua produção. Já em 1979, Tron era o principal projeto da Lisberger Studios, que planejava lançá-lo de forma independente. O estúdio entrou em contato com diversas companhias de computador em busca de orçamento para o filme, mas com pouco sucesso. Uma exceção notável foi a empresa de tecnologia e CGI Information International, apelidada de Triple-I, cujo representante, Richard Taylor, se mostrou bem receptivo à ideia de um longa-metragem que conteria imagens geradas por computador. Taylor, que viria a se tornar supervisor de efeitos visuais de Tron, sugeriu que Lisberger usasse atores reais nas cena que se passam dentro da máquina e depois as colorisse usando a técninca de backlight animation.
Até aquele ponto, cerca de 300 mil dólares haviam sido gastos com o esboço sequencial e alguns testes com CGI, com Lisberger e Kushner visando angariar algo entre 4 e 5 milhões de dólares através de patrocínio privado. Contudo, os animadores chegaram à conclusão de que, se quisessem tirar o filme do papel, teriam de ter a ajuda de algum estúdio grande. Eles apresentaram um esboço sequencial completo, que Lisberger fez em parceria com Bill Kroyer e Jerry Rees, junto de testes em CGI para a Warner Bros., Metro-Goldwyn-Mayer e Columbia Pictures, que se recusaram a abraçar o projeto. Então, em 1980, eles apresentaram o filme à Walt Disney Studios. Na ocasião, o estúdio de cinema estava passando por um período delicado: não havia novidades e muitas de suas produções estavam perdendo espaço com o público, enfadado com a fórmula do estúdio. De acordo com Richard W. Cook, um longevo executivo da Disney, pouco antes de Tron, a companhia era vista como "antiquada" e "não tão contemporânea", enquanto que outros estúdios embarcavam em projetos mais excitantes. O estúdio procurava se tornar popular com a juventude novamente e, na década de 70, fez esforços para emplacar no mercado de filmes para jovens adultos. No fim daquela década e no começo dos anos 80, várias apostas da Disney para tal se mostraram infrutíferas: The Black Hole, de 1979, e The Watcher in the Woods, do ano seguinte, decepcionaram na bilheteria, por exemplo. Além de uma ideia inovadora e cativante, a companhia estava atrás de, segundo opinião de Richard Taylor, algo que lhe ajudasse a capitalizar no crescente mercado de jogos eletrônicos e de arcades nos Estados Unidos.
Esses esforços por parte da Disney vinham de seus membros mais jovens, em oposição àqueles da velha-guarda. Segundo Richard W. Cook, Harrison Ellenshaw - futuro supervisor de efeitos visuais do longa - foi um dos responsáveis por defender o projeto de Lisberger dentro da companhia, aliado ao então vice-presidente de desenvolvimento criativo, Tom Wilhite. Lisberger e Kushner também apresentaram várias artes conceptuais aos executivos. Estes, contudo, estavam receosos em dar a direção de um projeto de alto custo (estimava-se algo em torno de 11 milhões de dólares) a um diretor e produtor estreante no gênero, então testes de conceito foram exigidos para aferir a habilidade de Lisberger e se a tecnologia em que produziriam o filme se provaria adequada. O animador, então, gravou uma série de cenas com atores trajando roupas acinzentadas que foram usadas nas filmagem de The Black Hole, obtendo um total de 50 mil dólares para tal. Diferente do que viria a ser o plano de fundo do estúdio, essas cenas foram filmadas contra um fundo branco. Em uma delas, um campeão de frisbee ficava arremessando um dos protótipos de disco que viriam a se tornar uma marca de Tron. Os executivos aprovaram o modo pelo qual Lisberger usou a técnica backlight nos trajes dos atores e as possibilidades que as imagens geradas por computador trariam. O esboço sequencial e roteiro que Lisberger e Kushner haviam apresentado foram, posteriormente, refeitos com certas sugestões da Disney.

### Filmagem
A película recebeu luz verde em novembro de 1980, com as gravações sendo marcadas para começar no fim de abril do ano seguinte. A série de cenas que serviu como teste cimentou a forma de produção do filme, que foi a junção de filmagem live-action convencional, filmagem em preto e branco que passaria pelo processo de backlight animation para dar o brilho eletrônico pretendido nas cenas que se passam dentro da máquina, e sequências totalmente geradas por computador. Os dois primeiros tipos foram realizados, mormente, no formato Super Panavision de 70 mm, com exceção de algumas cenas no mundo real, que utilizaram os formatos anamórficos e Super 35. As sequências em CGI foram capturadas no formato VistaVision. Toda a gravação ambientada no mundo virtual aconteceu nos estúdios da Walt Disney Pictures em Burbank (Califórnia), com as partes de Tron que se passam na realidade sendo gravadas em vários locais espalhados por Los Angeles e, também, no Laboratório Nacional Lawrence Livermore - localizado em Oakland, mesmo estado. Inicialmente, esperava-se demorar por volta de cinquenta dias filmando o longa, o que se mostrou insuficiente e, no final, foram necessários mais de sessenta dias - dos quais os últimos dez foram dedicados a trabalhos de segunda unidade. Steven Lisberger, já no papel de diretor, conta que a película foi filmada com algum apreço pelo tempo, já que havia rumores de que o sindicato dos diretores dos Estados Unidos entraria em greve - o que não chegou a ocorrer. Lisberger, que chegou a trabalhar 16 horas por dia por duas semanas ininterruptas, terminou a gravação de Tron em 9 de julho de 1981.
Ao analisar o teste, cujas sequências foram todas produzidas contra um pano de fundo branco e coloridas depois, o diretor de fotografia Bruce Logan chegou à conclusão de que somente seria viável filmar as cenas que se passam mundo digital de Tron contra um fundo preto. Isso pois, como cada quadro delas iria ser pintado e composto manualmente via a técnica de backlight, seria vital garantir que todos os quadros fossem os mais nítidos possíveis e sem sombras, o que exigiria uma quantidade gigantesca de luz. Para conseguirem essa nitidez, foi necessário que as cenas fossem gravadas em filmes de 65 mm, maiores e mais definidos do que a variante de 35 mm, visando-se sempre a captar a maior profundidade de campo alcançável e, portanto, com um baixo nível de movimento. Isso solucionava somente parte do problema, já que para evitar que as bordas dos quadros ficassem embaçadas graças ao desfoque de movimento (também chamado de motion blur), foi necessário diminuir o ângulo do obturador para 90° e trabalhar com números f bem grandes. Para evitar a projeção de sombras, uma quantidade astronômica de luz se mostrava necessária, o que foi parcialmente resolvido com o cenário preto. O set foi feito de madeira compensada, sobre a qual se aplicou, sobretudo, veludo, sendo que houve o extenso uso de fitas adesivas brancas para delinear os formatos no cenário escuro e para que os atores se posicionassem no melhor ângulo de visão possível. Mesmo assim, tanta eletricidade estava sendo usada na produção de Tron que, um dia, a cidade de Burbank notificou o estúdio, exigindo que diminuíssem seu consumo ou então seria suspensa a filmagem.

### Design
Uma vez que os testes de Lisberger se mostraram aceitáveis aos executivos do estúdio, o animador tratou de adicionar novos nomes à produção do longa. Richard Taylor se tornou o responsável por dirigir e supervisionar as sequências geradas por computador (CGI), bem como ajustar o visual dessas partes. Taylor, que continuara a trabalhar na Triple-I, possuía o contato do designer industrial futurista Syd Mead, o que facilitou sua vinda para o time do filme. Mead foi o responsável, principalmente, por cuidar do desenho dos veículos e aeronaves de Tron, projetando: as motos de luz ("Light Cycles"); os tanques de guerra eletrônicos, que aparecem em Space Paranoids, popular jogo desenvolvido por Flynn, e no começo do filme, quando o personagem Clu pilota um deles; o solar sailer, uma aeronave de transporte de carga que viria a ganhar um videojogo próprio; e a nave de comando de Sark. O designer industrial explica que Lisberger gostaria que os objetos móveis do filme possuíssem símbolos reconhecíveis pelos espectadores. A partir disso, ele desenhou o solar sailer baseando-se em um galeão espanhol, já que o roteiro ao qual teve acesso parecia lhe sugerir se tratar de uma aeronave de aspecto "barroco" e "romântico". Para a nave de Sark, Mead trabalhou com dois porta-aviões Classe Forrestal, moldando-os até formar o objeto. O tanque eletrônico não teve muito segredo em sua produção, e as motos de luz foram construídas a partir da junção e recorte de várias formas geométricas, sendo que a principal figura que as formou foi uma "esfera no formato de lâmina" - a qual forma seu tronco. Após seu trabalho com os veículos, Mead ajudou a desenhar o terreno do mundo digital, os interiores de alguns veículos e prédios, bem como a família tipográfica do logotipo de Tron a primeira versão do que seria o MCP - esses dois elementos viriam a ser refinados posteriormente por Richard Taylor, responsável pela sequência inicial do logo que aparece na película e pela forma final a qual o antagonista veio a ser conhecido.
O designer futurista também foi responsável por recriar o Bit que aparecera nos escritos de Bonnie MacBird. Mead o concebera como algo semelhante a uma bola de bilhar, só que a produção de Tron logo percebeu que seria difícil fazer uma esfera mostrar sentimentos. Com isso, Richard Taylor e o animador John Norton o desenvolveram em um personagem que altera sua forma geométrica dependendo do que quer dizer, afirmativa ou negativamente, e seu humor. Norton foi o grande responsável por desenhar os recognizers, aeronaves em formato quadrangular que patrulham o sistema e estrelas do jogo Space Paranoids, recebendo algumas sugestões de Mead. Os braços dessas naves, capazes de se juntar e esmagar o que está abaixo, foi uma ideia tirada dos antigos desenhos animados, de acordo com Norton. Em sua origem, Norton e o time de animadores da Lisberger Studios haviam desenhado o personagem Tron na cor alaranjada. O roteiro continua com esse conceito, já que descreve os personagens bons com cores em tonalidade semelhante e os "maus" são associados ao azul. Contudo, em algum momento avançado durante a produção, o padrão de cores mudou, com os circuitos azuis indicando os heróis e os vermelho-alaranjados os vilões. Todd King, escrevendo para a MousePlanet, sugere que a mudança possa ter sido efetuada por causa da forma como as cores eram associadas aos personagens na Trilogia original de Star Wars, franquia imensamente influente à época. Algumas cenas, produzidas antes da mudança, permaneceram no produto final - como a batalha de moto de luz, na qual os programas leais a Sark pilotam motos azuis.
O artista francês Jean Giraud, conhecido por seu pseudônimo "Moebius", foi contatado por Donald Kushner e encarregado por Steven Lisberger de projetar o figurino dos personagens que habitariam o mundo dentro da máquina. O diretor do longa explica que "os personagens em Tron [no mundo virtual] devem ser feitos de energia e luz, e é com isso que estamos trabalhando. Videojogos não existem em nenhum lugar do planeta que não dentro do computador como energia" e que a equipe por trás do filme trabalhou para "humanizá-los, desconstruí-los e fazer emergir seus aspectos mais humanos - aspectos que as pessoas podem pensar a respeito". Com isso em mente, Jean Giraud desenhou a roupagem dos personagens e, também, participou do desenvolvimento de alguns deles, a saber: Crom, um tímido programa de contabilidade; Ram, um destemido programa atuarial; e Yori, uma programa de simulação também interpretado por Cindy Morgan. Giraud ajudou a caracterizar Tron e desenhou o solar sailer ao lado de Mead, dando à aeronave a aparência que tem no filme. Segundo Taylor, o mundo de dentro da máquina não possuí uma fonte de energia externa, como um sol, já que tudo tinha sua própria luz - derivada da energia que alimentava o sistema. A partir disso, o artista Peter Lloyd foi o responsável por fazer o design do cenário e plano de fundo, realizando a pintura em aerógrafo de vários deles, além de ser o estilista de cor e ajudar a refinar alguns desenhos de Mead e Giraud. Harrison Ellenshaw, que ganhara fama por atuar na pintura em matte de longa-metragens famosos, não teve muito trabalho nessa seara, pois realizou somente um tipo de tal efeito - uma pintura do interior de um grande escritório da ENCOM.
Dadas as características de Tron, Lisberger achava essencial haver um esboço sequencial no qual basear o filme uma vez as gravações começassem. Ele escolheu esse método "tradicional" pois pensava lhe dar uma sequência clara do que fazer durante a produção propriamente dita, sabendo que os atores não possuiriam tanto tempo disponível e que, portanto, devia estar o mais definido possível para ele como dirigi-los em cena. Mesmo assim, muitos atores acharam difícil visualizar algumas cenas. Lisberger havia apresentado um esboço sequencial pronto para a Disney, mas quando o estúdio aceitou produzir o filme, Bill Kroyer e Jerry Rees tiveram de refazê-lo, incorporando os novos elementos de design. Juntou-se a eles o animador Andrew Gaskill. Segundo este rememora, Jean Giraud ajudou a redesenhar grande parte do esboço, tendo em vista que o francês possuía grande "senso de cenarização cinemática".

### Efeitos especiais
Houve por volta de 53 minutos de filmagem live-action ambientada dentro do mundo eletrônico e que, portanto, teria de ser pintada manualmente usando a técnica de backlight animation - muito embora não se tratasse de uma animação. Essa gravação foi feita em filmes de 65mm em preto e branco, com cada quadro sendo posto em um rotoscópio e projetado em Kodaliths, filmes com alto grau de contraste produzidos pela Kodak e que mediam 12,5 polegadas de altura por 20 de largura. Cada frame possuía dois Kodaliths: um filme Hi-con positivo, o que significa que o preto transposto para o filme (no caso, os circuitos nas roupas brancas) de alto contraste é totalmente opaco e não permite a passagem de luz, e um Hi-con negativo - agora, o branco das roupas é que é opaco, permitindo-se a passagem de luz pelos circuitos. Cada um desses Kodaliths possuía um jogo de células que serviam para separar certos elementos, uma hora os expondo, outra os omitindo. Um quadro de um personagem em fundo preto, por exemplo, exigiria quatro células: uma para os olhos, uma para a face, outra para o corpo e, por fim, uma célula para os circuitos. Cada uma delas era posta sobre um Kodalith (positivo ou negativo) em uma caixa de luz e fotografada por uma câmera de animação - portanto, cada quadro seria fotografado quatro vezes. As células tiveram de ser pintadas a mão para expor cada elemento pretendido (e bloquear o restante), aplicando-se nela geis ou colocando filtros na lente das câmeras para que, então, se pudesse alcançar o resultado de cor e brilho pretendidos. Poder-se-ia escolher, por exemplo, deixar os olhos de um personagem mais vividos e seu rosto com um tom diferente do corpo, ou se ele estivesse bravo, seus circuitos brilhariam mais intensamente. Em cenas mais complexas, mais camadas e fotografia seriam necessárias. De forma semelhante, a maior parte dos circuitos e animações que aparecem como plano de fundo foram criadas através de composições em backlight.
Dado o grande trabalho manual para fazer esses 53 minutos de filme, mais de 569 pessoas estiveram envolvidas no trabalho de pós-produção de Tron, incluindo cerca de 200 pintores de células - dos quais 85 eram taiwaneses da Cuckoos' Nest Studio, companhia de animação baseada em Taipei. Então incomum para um filme anglófono, os taiwaneses foram citados nos créditos finais com seus nomes escritos em caracteres chineses. Visando organizar a logística de pós-produção, o programador e coordenador de cenas Peter Blinn desenvolveu um registro eletrônico para manter controle de cada frame do longa-metragem, a partir do que seria possível saber quais quadros iriam ser pintados em Taiwan ou quais mudanças tinham sido feitas nas cenas pelos editores ou diretor, por exemplo. Mesmo assim, havia tanto para se juntar em um só produto final que seria impossível não cometer erros. Steven Lisberger conta que, enquanto iam juntando os filmes e células para formar o longa, perceberam que algumas partes ficavam, por breves momentos, mais claras do que de costume, como se a filmagem cintilasse aleatoriamente. Mais tarde, percebeu-se que o problema vinha do fato de que o time de pós-produção não estava usando os Kodaliths na sequência planejada. A Kodak, para evitar variações bruscas na composição dos filmes, os fabricava e embalava em ordem, numerando-os para que fossem usados sequencialmente e evitando que um filme tivesse sua emulsão muito diferente do subsequente. Uma vez que Lisberger percebeu o erro, a equipe começou a usar os Kodaliths ordenadamente. Em relação às porções de Tron que já haviam sido produzidas, o jeito foi adicionar efeitos sonoros elétricos quando quer que houvesse variação brusca no brilho, dando a impressão, assim, de que o próprio mundo eletrônico produz essas variações elétricas.
No início dos anos 80, poucas eram as companhias de tecnologia que trabalhavam com animações e simulações digitais. As que havia operavam todas a sua maneira e com seu próprio equipamento, sem padronização ou referenciais a serem seguidos. Com isso em mente, Richard Taylor - supervisor de efeitos visuais ao lado de Harrison Ellenshaw - foi quem prospectou os Estados Unidos em busca de empresas do ramo para produzir os cerca de 15 minutos de imagens geradas por computador (CGI) do filme. Analisando suas opções, Taylor concluiu que duas companhias seriam encarregadas de criar a grande parte das imagens digitais: a MAGi (Mathematical Applications Group, Inc.) e a supracitada Triple-I (Information International, Inc.), cada qual responsável por porções semelhantes de trabalho, com a MAGi realizando a primeira metade do filme e a Triple-I a segunda. Além de ambas, a Robert Abel and Associates produziu os segundos iniciais da película, em que há a animação de exibição do logotipo de Tron e uma sequência que lembra circuitos eletrônicos, e as imagens do mundo de dentro do computador que aparecem logo após Flynn ser teletransportado para ele. A companhia Digital Effects, Inc., se juntou às outras três e fez o Bit, além de ter feito a animação que forma o personagem que aparece antes do logotipo no começo do filme.
O software com o qual a MAGi operava se chamava SynthaVision, programa que trabalhava a partir de figuras tridimensionais, como esferas, cubos, cones, elipsóides e outros tipos geométricos simples. Segundo Larry Elin, animador da MAGi, explica que "essas são formas primitivas pré-programadas que já estão no computador", e que a geração de imagens através do SynthaVision "é bem semelhante a construir com blocos. Tudo o que construímos no nosso sistema é feito dessas formas simples. Elas podem ser somadas umas às outras, subtraídas umas das outras, aumentadas, diminuídas e ter suas proporções alteradas de toda maneira, tornando possível fazer objetos que parecem complexos". Por causa desse jeito de modelar, a companhia foi responsável por gerar as motos de luz, recognizers e tanques, veículos de geometria menos intrincada. Uma das vantagens do SynthaVision era a grande possibilidade de movimentação de câmera que ele permitia, ajudando em cenas nas quais vários objetos precisariam ser coreografados, tal qual na batalha de motos de luz. Sendo os responsáveis por desenhar o esboço sequencial de Tron, Bill Kroyer e Jerry Rees também serviram como os chamados "coreógrafos de imagens computacionais". Ambos animadores foram os responsáveis por mapear os movimentos que esperavam dos veículos em cena, bem como o posicionamento da câmera os filmando. Não havia, à época, a possibilidade de fazer com que os objetos se movimentassem por si mesmos, então Kroyer e Rees tinham de calcular as coordenadas em que esperavam que os veículos estivessem quadro a quadro baseando-se no esboço sequencial que haviam desenhado. Eles, em seguida, as repassavam à companhia de CGI, onde seus animadores e programadores selecionariam os modelos de veículos necessários para a cena, o cenário, e seguiriam os números dados pelos dois. Um esboço, então, era produzido e enviado aos animadores da Disney, que tinham a sua disposição um terminal Chromatics 9000, conectado a um modem de telefone capaz de receber e transmitir dados sinais. Se Kroyer e Rees aprovassem o teste, os animadores da companhia de CGI iriam refiná-lo e, uma vez que a cena final estivesse pronta, eles iriam fotografá-la em imagens de alta resolução (6 mil linhas em um monitor CRT) e enviá-las para a produção de Tron.
O modo pelo qual a Information International, Inc. gerava as imagens por computador era bem diferente da "construção de blocos" da MAGi, o que tornava aquela empresa capaz de produzir objetos mais detalhados e de coloração mais elaborada. A Triple-I trabalhava através de polígonos, e não de objetos geométricos sólidos. Ao construir uma figura, vários polígonos seriam juntados e moldados até se alcançar o resultado desejado, sendo possível arredondar as superfícies e produzir amassados, inclusive. Em seguida, cada uma dessas figuras planas receberia uma cor, uma tonalidade, iluminação e teriam suas posições calculadas pelo Foonly F1, principal computador da companhia. Foi a Triple-I que gerou o solar sailer, a nave de comando de Sark e o MCP, figuras mais intrincadas que requeriam mais curvas e variações de cor. Um dos grandes feitos da companhia foi ter êxito em fazer as velas do solar sailer transparentes, um toque "etéreo" que Steven Lisberger ansiava e que muitos duvidavam ser possível. Dada a complexidade do processo, em alguns casos, até seis horas eram necessárias para gerar um quadro de filme. O trabalho coreográfico de Bill Kroyer e Jerry Rees não foi tão explorado com a Triple-I, tendo em vista que o programa da empresa era mais pesado, já que trabalhava com mais dados que o SynthaVision. Eles enviavam coordenadas gerais do que esperavam ver em cena e confiavam mais na "beleza visual" da companhia.
Tron possui cerca de 17 minutos de efeitos animados desenhados à mão. Produzidos sob a supervisão de Lee Dyer, a maioria deles dura poucos quadros por vez, sendo em grande parte usados para criar animações de luz.  Segundo Dyer: "Os efeitos neste filme são muito geométricos se comparados aos efeitos animados tradicionais (...) - como a iluminação interativa nos personagens, por exemplo, quando os discos são arremessados e assim por diante. A iluminação interativa que fizemos previne que os corpos sejam planos, e nós também colocamos sombras no chão - por três ou quatro frames no máximo - o suficiente para dar dimensão à película. Quando Tron levanta seu disco, parece haver uma lâmpada elétrica atrás do disco iluminando seu corpo; mesmo assim, tal efeito é totalmente animado". Dyer e sua equipe também foram responsáveis por animar a materialização e desaparição de personagens e objetos (respectivamente chamados de "rez" e "de-rez" no filme), havendo duas sequências de destaque. Quando Flynn é atingido pelo laser que o transportará ao mundo eletrônico, seu corpo fica imóvel e é geometricamente dividido em uma grade, com o programador sendo digitalizado um pequeno quadrado por vez. Esse efeito foi produzido por John Van Villet, que foi "apagando" Bridges lentamente e substituindo as fotos tiradas do ator no laboratório por fotos tiradas na mesma sala, só que vazia. A outra sequência é quando as motos de luz se materializam ao redor dos personagens: da mesma forma, não havia como produzir a materialização do objeto via computação, então o jeito foi desenhar convencionalmente. Para filmar os atores pilotando as motos, eles ficaram agachados no set e agarrados a uma barra que lembrava um guidão, simulando como se estivessem conduzindo, com as motos sendo também pintadas ao redor deles durante a pós-produção.

### Efeitos sonoros
Michael Fremer serviu como sonoplasta do longa-metragem, começando a pesquisar sobre quais efeitos sonoros usar em Tron em julho de 1981 - mês no qual as gravações se encerraram. Fremer rapidamente percebeu que, em se tratando de uma ficção científica pouco convencional, teria um grande trabalho criativo a sua frente. Contudo, o quinhão do orçamento que recebeu não seria o suficiente, como conta: "O estúdio nos deu um orçamento que refletia o que seria necessário para qualquer filme comum. Mas não havia nada comum ou normal sobre Tron, então isso me colocou em apuros. Todos os nossos sons tiveram que ser criados do zero, em vez de serem retirados de um estoque. Tivemos que criar efeitos sonoros para um mundo eletrônico recém-criado, então tivemos que inventar sons para tudo, desde os passos até outras coisas." O sonoplasta desenvolveu um plano que economizaria dinheiro e, com isso, poderia investir mais na criação de efeitos. Então, ao invés de transferir o áudio gravado para filmes magnéticos de 35mm, o padrão à época, Fremer decidiu gravar o filme em uma fita de vídeo e sincronizar a ela um gravador de som analógico com 16 canais de áudio. Com isso, todos os efeitos sonoros do longa foram editados diretamente no gravador, sem a transferência para os filmes magnéticos de 35mm e sem o trabalho de cortagem manual - todo o processo foi feito eletronicamente. Fremer contratou o sonoplasta e editor de som Frank Serafine para auxiliá-lo. Os efeitos que a dupla produziu foram gravados no estúdio de Serafine, sendo que todos eles eram armazenados e categorizados em um computador Atari 800 e, portanto, podiam ser facilmente acessados e manipulados.
Fremer optou por substituir o Foley tradicional pelo uso de sintetizadores e processamento de áudio. Desde o princípio, houve o sentimento de que o público não seria adepto a uma produção que confiasse somente no uso daqueles instrumentos musicais eletrônicos, e justamente por isso que os sonoplastas produziram os efeitos da película misturando o som sintetizado com versões processadas de sons que seriam facilmente reconhecíveis. Como exemplo, Fremer cita os Recognizers. Já que são naves, ele usou o barulho básico emitido dos rotores de helicópteros, os processou através de sintetizadores e adicionou os gritos produzidos por algum animal. Ao todo, mais de cinquenta sons diferentes foram usados na composição dos efeitos sonoros das motos de luz, inclusive alguns produzidos diretamente no Atari 800. Além deste, os artistas usaram um computador Apple II para gerar alguns efeitos. Diz Fremer: "Claro, você nunca quer que as pessoas consigam identificar exatamente o que você usou nas combinações, mas ainda assim deseja que elas respondam subconscientemente à natureza orgânica do som original", afirmando que teve como filosofia "manter os sons variados, criar uma identidade realmente única para cada som e tentar encontrar um equivalente do mundo real para cada aparelho [se referindo aos veículos do mundo dentro da máquina]". Em relação à composição musical de Tron, a primeira escolha de Michael Fremer foi Wendy Carlos.

### Música
A compositora Wendy Carlos foi responsável por produzir a trilha sonora do filme. Ela compôs todas as músicas utilizando um gravador de som com 16 canais de áudio a seu modo particular: a meia velocidade, posteriormente duplicando a velocidade da fita para obter a música final. Quando Fremer a ofereceu o trabalho, ele propôs que as músicas dentro do mundo eletrônico fossem exclusivamente feitas usando sintetizadores e aquelas usadas no mundo real fossem mais orgânicas, criando certo contraste. Carlos, no entanto, decidiu misturar o som sintetizado com elementos orquestrais e de canto coral. Inicialmente, ela iria compor as trilhas usando o sintetizador e depois empilharia os elementos ditos "orgânicos" nas partes que julgasse apropriadas, mas devido a atrasos na edição de Tron, a Disney requisitou que houvesse gravadas as peças musicais em suas versões orquestrais, processo mais rápido e que serviria para prevenir que o longa-metragem fosse lançado sem ter sua trilha sonora composta, na possibilidade de novos atrasos. Das 21 trilhas do filme, a banda de rock americana Journey performou duas: "Only Solutions" e "1990s Theme".

## Lançamento
Em outubro de 1981, a Disney apresentou em torno de cinco minutos de Tron, sendo dois deles com filmagens do mundo virtual já coloridas via backlight, em uma convenção do sindicato National Association of Theatre Owners realizada em Las Vegas. Foi a primeira vez que parte do filme foi revelada ao público e, embora tenha sido bem recebida, abriu os olhos do time de pós-produção para a dificuldade que seria pintar os frames dos 53 minutos que se passam no mundo virtual - surgindo, então, a ideia de contratar a Cuckoos' Nest Studio. A partir de janeiro do ano seguinte, a Disney começou a apresentar a formadores de opinião uma prévia de 20 minutos do longa-metragem ao redor dos Estados Unidos, na qual estavam algumas cenas de destaque que, na visão da companhia, angariariam interesse na produção.
No fim de junho ou começo de julho daquele ano, uma prévia foi apresentada às revistas Time e Newsweek. A primeira vez em que a película foi exibida ao público em sua forma acabada foi no dia 6 de julho. Uma sessão antecipada com aproximadamente 1200 expectadores - em sua maioria membros da da imprensa e indústria cinematográfica - foi realizada no cinema da Academia de Artes e Ciências Cinematográficas em Los Angeles. Três outras sessões foram organizadas na Broadway, Nova York, nas quais membros do público em geral participaram, inclusive alguns que haviam ganhado gratuitamente ingressos através de uma promoção de uma estação de rádio de rock local. O filme estreou oficialmente nos Estados Unidos em 9 de julho de 1982. Em 18 de abril do próximo ano, o canal de televisão Disney Channel foi ao ar pela primeira vez e, como parte de sua grade de programação no dia, apresentou Tron.

### Formato doméstico
Tron foi lançado nos formatos VHS, Betamax, LaserDisc e CED entre novembro e dezembro de 1982 e, como a maioria das edições domésticas à época, foi recortado na proporção 4:3 através de pan and scan. Até 1993, o longa havia arrecadado 17 milhões de dólares através da locação de vídeo. A película viu múltiplos relançamentos no decorrer da década de 1980 e da próxima, dentre eles se destacando uma versão em LaserDisc de 1995, parte da coleção "Exclusive Archive Collection", que manteve a proporção padrão de 2:20:1 do filme através de letterbox e apresentou uma gama de conteúdo extra. Em maio de 1998, a Disney lançou uma versão em DVD de Tron. Ela, no entanto, foi criticada, pois embora mantivesse o formato 2.20:1 e a qualidade de áudio, não possuía nenhum dos vários materiais extras encontrados na versão em LaserDisc disponibilizada três anos antes.
No dia 15 de janeiro de 2002, o filme recebeu uma edição especial de colecionador para comemorar os vinte anos de sua estreia. Ela foi lançada em VHS e em um set contendo 2 DVDs. O primeiro disco do conjunto contém o filme em seu formato original, mas com sua qualidade melhorada para televisores panorâmicos e com um sistema de áudio Dolby Digital 5.1, além de ser possível assistir à película com os comentários de Steven Lisberger, Donald Kushner, Harrison Ellenshaw e Richard Taylor. O segundo DVD possui a série de extras que aparecem na edição LD de 1995, indo desde cenas deletadas até entrevistas que lidam com o desenvolvimento de vários elementos que compõem o filme, destacando-se um item novo: The Making of Tron, um documentário de aproximadamente 88 minutos dirigido por Robert Meyer Burnett que faz um apanhado geral do processo criativo por trás do longa. Nove anos mais tarde, casando com a disponibilização de Tron: O Legado para o meio doméstico, tem-se o lançamento de uma edição especial de Tron em DVD e sua estreia no formato de Blu-ray, com ambas versões adquirindo o subtítulo "The Original Classic" para diferenciá-las das mídias de O Legado. Esses discos foram disponibilizados nos Estados Unidos em  abril de 2011, e no Brasil no dia 8 de junho daquele ano. O longa também aparece em um box set de colecionador de cinco discos intitulado The Ultimate Tron Experience.

## Recepção

### Bilheteria
Em 9 de julho de 1982, uma sexta-feira, o filme estreou em 1091 cinemas espalhados pelos Estados Unidos e Canadá, arrecadando US$ 4,8 milhões em seus três primeiros dias. Ao todo, o filme obteve uma bilheteria doméstica de US$ 33 milhões, os quais adicionados aos US$ 17 milhões arrecadados fora dos Estados Unidos e Canadá, dá a soma global de aproximadamente US$ 50 milhões angariados nos cinemas. Muito embora Tron tenha sido o filme live-action mais lucrativo da Walt Disney em cinco anos, e a produção de maior bilheteria da companhia em 1982, ele desapontou financeiramente o estúdio. Como comparação, Tron vendeu US$ 70 milhões em mercadorias e seu jogo de arcade homônimo trouxe mais de US$ 45 milhões à companhia em um ano.

### Crítica
O filme foi, no geral, bem recebido pelos críticos, que elogiaram os efeitos da película ao mesmo tempo em que teceram ressalvas à história da trama. O site Rotten Tomatoes, agregador de críticas, relatou que 73% dos comentaristas fizeram análises positivas ao longa-metragem, baseado-se em 71 entradas. O site dá o seguinte consenso crítico: "Embora, talvez, não tão forte dramaticamente como tecnologicamente, Tron é um artigo de ficção científica original e visualmente deslumbrante que representa um marco na história da animação digital." No Metacritic, que emite uma nota entre 0 e 100 ao levar em conta comentários de críticos mainstream, a película alcançou uma classificação média de 58, baseando-se em 13 críticas - seis rotuladas como positivas e sete como mistas.
Roger Ebert, escrevendo para o Chicago Sun-Times, concedeu ao filme quatro de quatro estrelas e o descreveu como "um estonteante filme da Disney em que computadores foram usados para fazerem a si mesmos românticos e glamorosos. Trata-se de um show de luz e som tecnológico que é sensacional e inteligente, estiloso e divertido". Porém, ao final de sua crítica, Ebert nota em tom positivo: "Este é um filme quase que totalmente tecnológico. Ainda que repleto de atores que são carismáticos (Bridges, Cindy Morgan) ou sinistros (Warner), não é muito um filme sobre a natureza humana. Tal qual Star Wars e o O Império Contra-Ataca, mas em grau maior, este filme é uma máquina para nos encantar e deleitar". Ebert fechou seu festival anual "Overlooked Film Festival" com uma exibição de Tron. Gene Siskel, do Chicago Tribune, também classificou o longa como merecedor de quatro estrelas, chamando-o de "uma viagem, e incrivelmente divertida, diga-se... É deslumbrante e abre nossas mentes para nossas novas ferramentas, tudo isso em uma narrativa cinemática tradicional". Ambos aprovaram o filme conjuntamente e o selecionaram em uma lista de 1993 de longas que valiam a pena serem assistidos. Ainda em tom bastante positivo, Deborah Wise da InfoWorld se mostrou impressionada e disse que Tron é "excitante, divertido, e é exatamente o que fãs de jogos eletrônicos e qualquer um com um espírito de aventura vai amar - apesar do roteiro com fraquezas".
A Variety, por outro lado, foi mais mista em sua avaliação, asseverando que "Tron é cheio de deleites visuais, mas deixa muito a desejar em sua história e envolvimento do telespectador". Já Janet Maslin, escrevendo para o The New York Times, não gostou dos efeitos visuais película: "São altos, brilhantes e vazios, e são tudo o que este filme tem a oferecer". Gary Arnold, do The Washington Post, pensa que "fascinantes do jeito que são como sequências discretas, os episódios animados por computador não crescem dramaticamente. Eles permanecem como um conjunto de espetáculo abstrato". Jay Scott, do The Globe and Mail, escreveu: "ele tem ímpeto e suas maravilhas, mas não coração; é uma visionária conquista tecnológica sem visão".

### Prêmios
No ano em que foi lançado, a Academia de Artes e Ciências Cinematográficas se recusou a nomear Tron ao prêmio Oscar de melhores efeitos visuais. Isso pois, como põe Steven Lisberger: "A Academia pensou que trapaceamos ao usar computadores". Não obstante, o longa-metragem acabou por ser nomeado a dois prêmios Oscar, a três prêmios Saturn (incluindo na categoria Melhor filme animado). A película foi reconhecida pela publicação Guinness World Records como o "primeiro grande filme a completamente usar animação gerada por computador". Duas décadas mais tarde, o documentário The Making of Tron e outros extras presentes nos DVDs que compõe a edição especial de vinte anos concorreram em três categorias na premiação DVD Exclusive Awards - que homenageava produções lançadas diretamente para a mídia doméstica.
| Prêmio                 | Ano  | Indicado(s)                                             | Categoria                                                | Resultado | Ref.   |
| ---------------------- | ---- | ------------------------------------------------------- | -------------------------------------------------------- | --------- | ------ |
| Prêmio Guinness        | 1982 | Steven Lisberger                                        | Primeiro uso de animação gerada por computador           | Vencedor  | [ 72 ] |
| 4º Young Artist Awards | 1982 | Tron                                                    | Melhor filme de família: animado, musical ou de fantasia | Nomeado   | [ 74 ] |
| 36º BAFTA              | 1983 | Richard Taylor e Harrison Ellenshaw                     | Melhores efeitos visuais                                 | Nomeado   | [ 75 ] |
| 55º Oscar              | 1983 | Michael Minkler, Bob Minkler, Lee Minkler e James LaRue | Melhor figurino                                          | Nomeado   | [ 70 ] |
| 55º Oscar              | 1983 | Elois Jenssen e Rosanna Norton                          | Melhor som                                               | Nomeado   | [ 70 ] |
| 10º Prêmio Saturno     | 1983 | Tron                                                    | Melhor filme de ficção científica                        | Nomeado   | [ 71 ] |
| 10º Prêmio Saturno     | 1983 | Tron                                                    | Melhor filme animado                                     | Nomeado   | [ 71 ] |
| 10º Prêmio Saturno     | 1983 | Elois Jenssen e Rosanna Norton                          | Melhor figurino                                          | Vencedor  | [ 71 ] |
| DVD Exclusive Awards   | 2003 | Jeff Kurtti e Michael Perllerin                         | Melhores novos extras em relançamento                    | Nomeado   | [ 73 ] |
| DVD Exclusive Awards   | 2003 | The Making of Tron de Robert Meyer Burnett              | Documentário restropectivo original em relançamento      | Nomeado   | [ 73 ] |

## Sequências

### Cinema
A sequência do filme, intitulada Tron: O Legado, teve suas gravações iniciadas na primeira metade de 2009. A estreia do longa-metragem aconteceu no dia 17 de dezembro de 2010 e segue Sam (Garrett Hedlund), filho de Flynn, que responde a uma suposta mensagem de seu pai, desaparecido desde 1989, e entra em uma sala secreta no abandonado fliperama dele. Com isso, Sam é transportado para o mundo digital, onde junto com seu pai e o algoritmo Quorra (Olivia Wilde), deve impedir o malevolente programa Clu de subjugar completamente o mundo computacional e também o real.

### Televisão
Uma série de animação intitulada Tron: Uprising foi lançada em maio de 2012, com sua história ocorrendo no período localizado entre Tron e sua sequência. Na série, o jovem programa Beck se torna o líder de uma revolução dentro do mundo computacional do Grade, tendo como missão libertar sua casa e amigos do reinado de Clu e seu capanga, o general Tesler. Para se preparar para o desafio, Beck é treinado por Tron. Dentre os dubladores de Uprising, estão Elijah Wood, Bruce Boxleitner, Lance Henriksen e Olivia Wilde.

### Quadrinhos
Em 27 de julho de 2010, a Marvel Comics anunciou o lançamento de uma história em quadrinhos em duas edições que conta o que acontece após Tron. O lançamento foi feito em outubro e novembro de 2010. Betrayal foca em Kevin Flynn e como ele tentou balancear seu trabalho na ENCOM, no mundo digital e cuidando de seu filho, Sam, mostrando ainda a dinâmica de poder dentro da Grade, já que Clu vai se ficando insatisfeito com a maneira pela qual seu criador conduz o mundo virtual.